# Bohuslavice u Zlína
Bohuslavice u Zlína là một làng thuộc huyện Zlín, vùng Zlínský, Cộng hòa Séc.